# Orford (New Hampshire)
Orford – miasto w Stanach Zjednoczonych, w stanie New Hampshire, w hrabstwie Grafton.